# 東警察署 (北海道)
東警察署（ひがしけいさつしょ）は、北海道警察本部が管轄する札幌方面の警察署の一つである。

## 沿革
- 1949年（昭和24年）8月 - 札幌市警察局が設置され、札幌市警察署が札幌市中央警察署（現在の中央警察署）と札幌市北警察署（東警察署の前身）の2署制となる。
- 1954年（昭和29年）
  - 7月1日 - 警察法改正により、北海道警察が発足するが組織体制が整わないため、暫定措置として北海道札幌方面札幌市北警察署となる。
  - 8月31日 - 組織体制が整ったので、北海道札幌方面札幌市北警察署と北海道札幌方面石狩地区警察署を統合し、北海道札幌方面札幌北警察署となる。
- 1976年（昭和51年）12月1日 - 札幌市内の警察署再編により、札幌市のうち北区と石狩郡当別町・石狩町、厚田郡厚田村を新設の北海道札幌方面北警察署に移管。本署は北海道札幌方面東警察署に改称。

## 組織
- 署長（警視）
- 副署長
- 警務課（警務係、犯罪被害者支援係、相談係）
- 留置管理課（管理係）
- 会計課（会計係）
- 刑事・生活安全官
  - 刑事第一課（強行犯係、鑑識係）
  - 刑事第二課（知能犯係、組織犯罪対策係、薬物銃器対策係）
  - 刑事第三課（指導係、盗犯係）
  - 生活安全課（生活安全係、少年係、生活経済・保安係 、許可係）
- 地域官兼地域課長
  - 地域課（企画係、指令係、実務指導係、地域係、自動車警ら係）
- 交通官
  - 交通第一課（企画・規制係、指導係）
  - 交通第二課（捜査係）
- 警備課（公安係、外事係、警備係）

## 交番
括弧内は所在地を表す。すべて札幌市東区。
- 丘珠交番（北35条東26丁目3-17）
- 北十三条交番（北13条東1丁目3-7）
- 北十二条東交番（北12条東11丁目1-12）
- 北二十六条交番（北26条東6丁目1-1）
- 栄西交番（北42条東4丁目1-35）
- 栄東交番（北41条東14丁目2-16）
- 札苗交番（東苗穂8条3丁目3-17）
- 苗穂交番（北6条東19丁目1-35）
- 東苗穂交番（東苗穂1条3丁目3-54）
- 元町交番（北24条東18丁目4-39）
- 空港警備派出所（丘珠町、札幌丘珠空港ターミナルビル内）

## アクセス
- 札幌市営地下鉄南北線北18条駅・札幌市営地下鉄東豊線北13条東駅から徒歩8分

## 備考
- 2008年から地域課長の3名配置をして3交替制勤務とした。
- 2011年3月、各課を統合し課長に警視を充てその下に警部の統括官を配置。
- 2012年4月より各課の統括官を課長代理に改称した。
- 2013年4月より各課の課長に警部を充て新たに刑事・生活安全官、地域官兼務地域課長、交通官ポストを新設した。